# 하비 푸쿠아
하비 푸쿠아(영어: Harvey Fuqua, 1929년 7월 27일 ~ 2010년 7월 6일)는 미국의 리듬 앤 블루스 가수, 작곡가, 음반 제작자 및 음반 레이블 임원이었다.
푸쿠아는 1950년대에 중요한 R&B/두왑 그룹 더 문글로우즈를 창립했다. 그는 미시간주 디트로이트에 있는 모타운 레이블 개발의 핵심 인물 중 한 명으로 유명하다. 그의 그룹은 마빈 게이에게 그의 음악 경력을 시작하게 했다. 푸쿠아와 그의 아내 그웬 고디는 그들의 음반사인 안나 레코드에서 첫 번째 모타운 히트 싱글인 배럿 스트롱의 〈Money (That's What I Want)〉를 배포했다. 후에 푸쿠아는 안나 레코드를 그웬의 형 베리 고디에게 팔았고 모타운의 작곡가이자 임원이 되었다.

## 생애
푸쿠아는 미국 켄터키주 루이빌에서 태어났다. 그는 잉크 스팟의 찰리 푸쿠아의 조카였다. 1951년 바비 레스터, 알렉산더 그레이브스, 프렌티스 반스와 함께 그는 루이빌에서 크레이지 사운드라는 보컬 그룹을 결성했고, 후에 그 그룹의 다른 멤버들과 함께 오하이오주 클리블랜드로 이주했다. 그곳에서 그들은 디스크 자키 앨런 프리드의 휘하에 들어갔고, 그는 그들을 자신의 별명인 문도그의 이름을 따서 문글로우즈로 개명했다. 더 문글로우즈의 첫 번째 발매는 1953년 프리드의 샴페인 레이블을 위한 것이었다. 그들은 1954년 체스 레코드와 계약하기 전에 시카고의 챈스 레이블을 위해 녹음했다. 그들의 싱글 〈Sincerely〉는 1954년 말에 《빌보드》 R&B 차트에서 1위와 핫 100에서 20위에 올랐다.
체스 레코드를 위해 녹음을 하면서, 푸쿠아는 처음에 레스터와 리드 보컬을 공유했지만 결국 자신을 그 그룹의 리더라고 주장했다. 이것은 1957년 사실상 그가 다른 멤버들을 해고하고 마빈 게이를 포함한 이전에 마르키스로 알려진 새로운 그룹을 설립했을 때 바뀌었다. 하비 앤 더 문글로우즈로 불리는 그 새로운 그룹은 〈Ten Commandments of Love〉 (빌보드 핫 100에서 22위)으로 즉각적인 성공을 거두었다. 푸쿠아는 1958년에 그 그룹을 떠났다.
더 문글로우즈는 1972년에 일시적으로 재결합했다. 그들은 2000년에 로큰롤 명예의 전당에 헌액되었다.

## 사망
2010년 7월 6일 디트로이트의 한 병원에서 심장마비로 사망할 때까지 네바다주 라스베이거스에 거주했다.